# Åsa Borgström
Åsa Elisabet Borgström, född 28 september 1958 i Björksele kyrkobokföringsdistrikt i Västerbottens län, är en svensk hemmansägare och föreläsare. Hon var sommarvärd i Sveriges Radio P1 2008.

## Biografi
Borgström har bland annat drivit hemmanet Tjarn, nära Nordmaling i Västerbottens län. Borgström utvecklade tillsammans med Bengt-Erik Hesse hemmanet till ett rekreationscenter, som ligger nära Lögdeälven. Rekreationscentret blev nominerat till Stora turismpriset 2007. 5 augusti 2008 var Borgström Sommarvärd i Sveriges Radio P1.